# Torna az 1896. évi nyári olimpiai játékokon

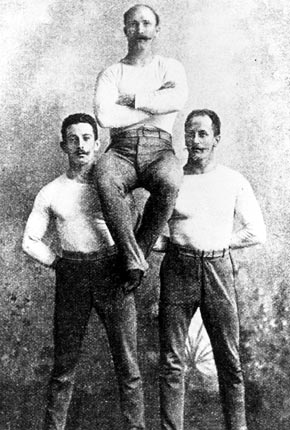
Carl Schuhmann (a másik kettő vállán), Alfred Flatow és Hermann Weingärtner

Az 1896. évi nyári olimpiai játékokon a tornában nyolc versenyszámban osztottak érmeket. A szervezés és az előkészületek a Birkózó és Torna Albizottság égisze alatt zajlottak. A nagy tornahagyománnyal rendelkező svájciakkal szemben a német tornászok lettek az olimpiai versenyszámok nyertesei, 5 arany-, 3 ezüst- és 2 bronzérmet szereztek. Az olimpia legeredményesebb sportolója Carl Schuhmann lett, lóugrásban egyéni, korlátban és nyújtógyakorlatban csapataranyat szerzett, e mellett a birkózást is ő nyerte.

## Éremtáblázat
A táblázatban a rendező ország csapata eltérő háttérszínnel, az egyes számoszlopok legmagasabb értéke vagy értékei vastagítással kiemelve.
| Az 1896. évi nyári olimpiai játékok éremtáblázata tornában | Az 1896. évi nyári olimpiai játékok éremtáblázata tornában | Az 1896. évi nyári olimpiai játékok éremtáblázata tornában | Az 1896. évi nyári olimpiai játékok éremtáblázata tornában | Az 1896. évi nyári olimpiai játékok éremtáblázata tornában | Olimpia  |
| ---------------------------------------------------------- | ---------------------------------------------------------- | ---------------------------------------------------------- | ---------------------------------------------------------- | ---------------------------------------------------------- | -------- |
|                                                            | Ország                                                     | Arany                                                      | Ezüst                                                      | Bronz                                                      | Összesen |
| 1.                                                         | Németország (GER)                                          | 5                                                          | 3                                                          | 2                                                          | 10       |
| 2.                                                         | Görögország (GRE)                                          | 2                                                          | 2                                                          | 2                                                          | 6        |
| 3.                                                         | Svájc (SUI)                                                | 1                                                          | 2                                                          | 0                                                          | 3        |
|                                                            |                                                            |                                                            |                                                            |                                                            |          |
| Összesen                                                   | Összesen                                                   | 8                                                          | 7                                                          | 4                                                          | 19       |

Magyarországnak, Dániának, Franciaországnak, Nagy-Britanniának és Svédországnak is indultak versenyzői, de ők érmet nem nyertek.

## Érmesek
Ezeket az érmeket a Nemzetközi Olimpiai Bizottság utólag ítélte oda, mivel akkor egy ezüstérmet adtak a győztesnek, és a többi helyezettet nem díjazták.

A táblázatban a rendező ország versenyzői eltérő háttérszínnel kiemelve.
| Az 1896. évi nyári olimpiai játékok érmesei tornában | | | |
| Versenyszám                                          | Arany | Ezüst | Bronz                                                                                                   |
| Kötélmászás                                          | Nikólaosz Andriakópulosz · Görögország (GRE) | Thomász Xenákisz · Görögország (GRE)                                                                             | Fritz Hofmann · Németország (GER)                                                                       |
| Gyűrű                                                | Joánisz Mitrópulosz · Görögország (GRE) | Hermann Weingärtner · Németország (GER)                                                                          | Pétrosz Perszákisz · Görögország (GRE)                                                                  |
| Korlát                                               | Alfred Flatow · Németország (GER) | Louis Zutter · Svájc (SUI)                                                                                       | Nem adták ki                                                                                            |
| Lólengés                                             | Louis Zutter · Svájc (SUI) | Hermann Weingärtner · Németország (GER)                                                                          | Nem adták ki                                                                                            |
| Nyújtó                                               | Hermann Weingärtner · Németország (GER) | Alfred Flatow · Németország (GER)                                                                                | Nem adták ki                                                                                            |
| Ugrás                                                | Carl Schuhmann · Németország (GER) | Louis Zutter · Svájc (SUI)                                                                                       | Hermann Weingärtner · Németország (GER)                                                                 |
| Korlát, csapat                                       | Németország (GER) · Conrad Böcker · Alfred Flatow · Gustav Flatow · Georg Hilmar · Fritz Hofmann · Friedrich Manteuffel · Karl Neukirch · Richard Röstel · Gustav Schuft · Carl Schuhmann · Hermann Weingärtner | Görögország (GRE) · Nikólaosz Andriakópulosz · Szpirídon Athanaszópulosz · Pétrosz Perszákisz · Thomász Xenákisz | Görögország (GRE) · Joánisz Hríszafosz · Fíliposz Karvelász · Dimítriosz Lúndrasz · Joánisz Mitrópulosz |
| Nyújtó, csapat                                       | Németország (GER) · Conrad Böcker · Alfred Flatow · Gustav Flatow · Georg Hilmar · Fritz Hofmann · Friedrich Manteuffel · Karl Neukirch · Richard Röstel · Gustav Schuft · Carl Schuhmann · Hermann Weingärtner | Nem adták ki | Nem adták ki                                                                                            |

## Magyar szereplés
Kakas Gyula lólengés, lóugrás, korlát és nyújtó, Wein Dezső gyűrű, lóugrás, korlát és nyújtó számokban versenyeztek, de helyezés nélkül végeztek.